# Južno-Sachalinsk

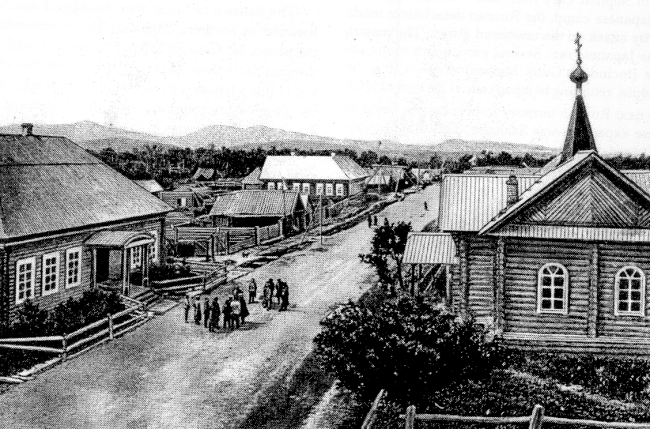
Uno scorcio del villaggio di Vladimirovka, antico nome di Južno-Sachalinsk.

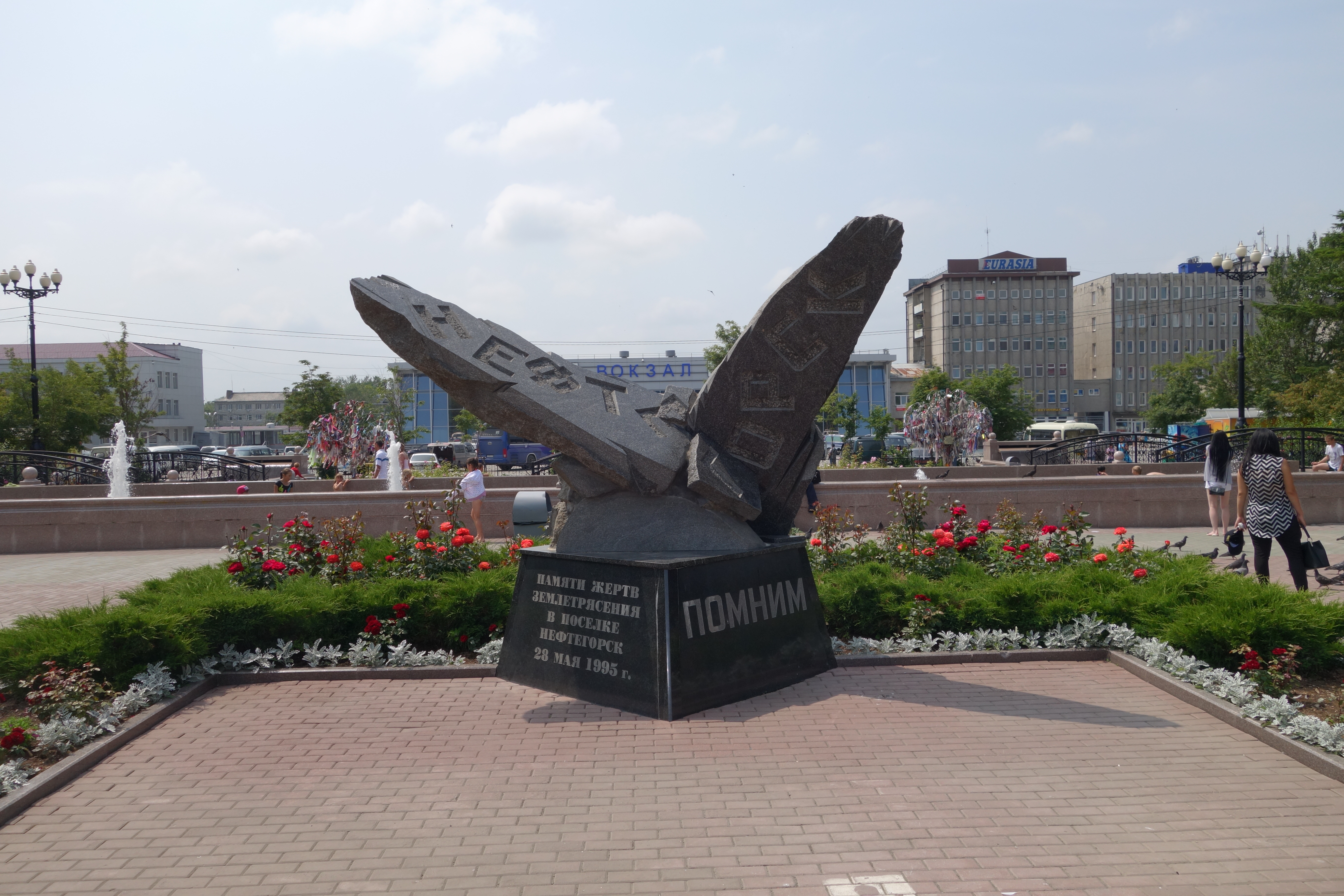
Monumento alle vittime del terremoto di Neftegorsk del 1995.

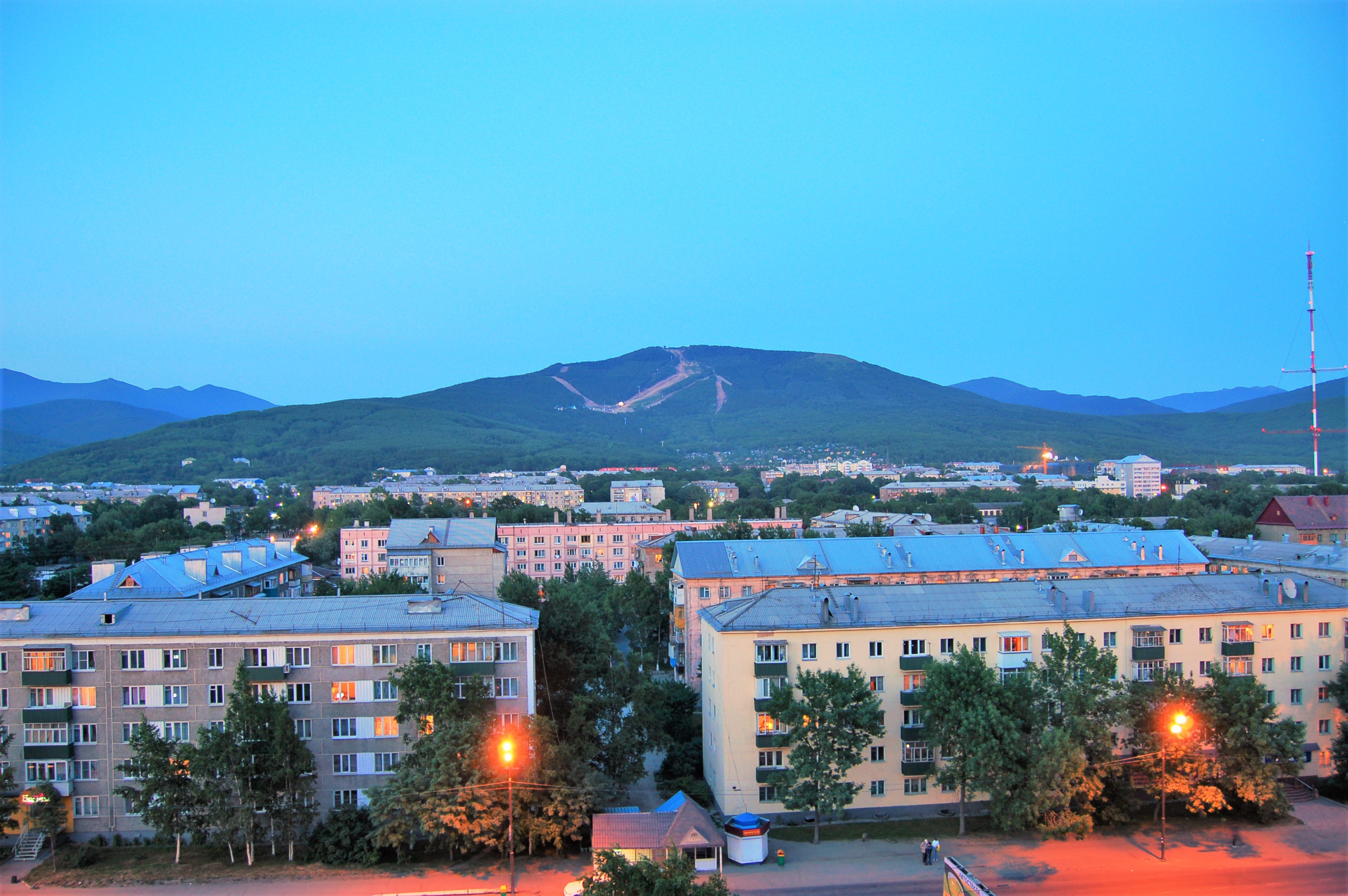
Veduta della città.

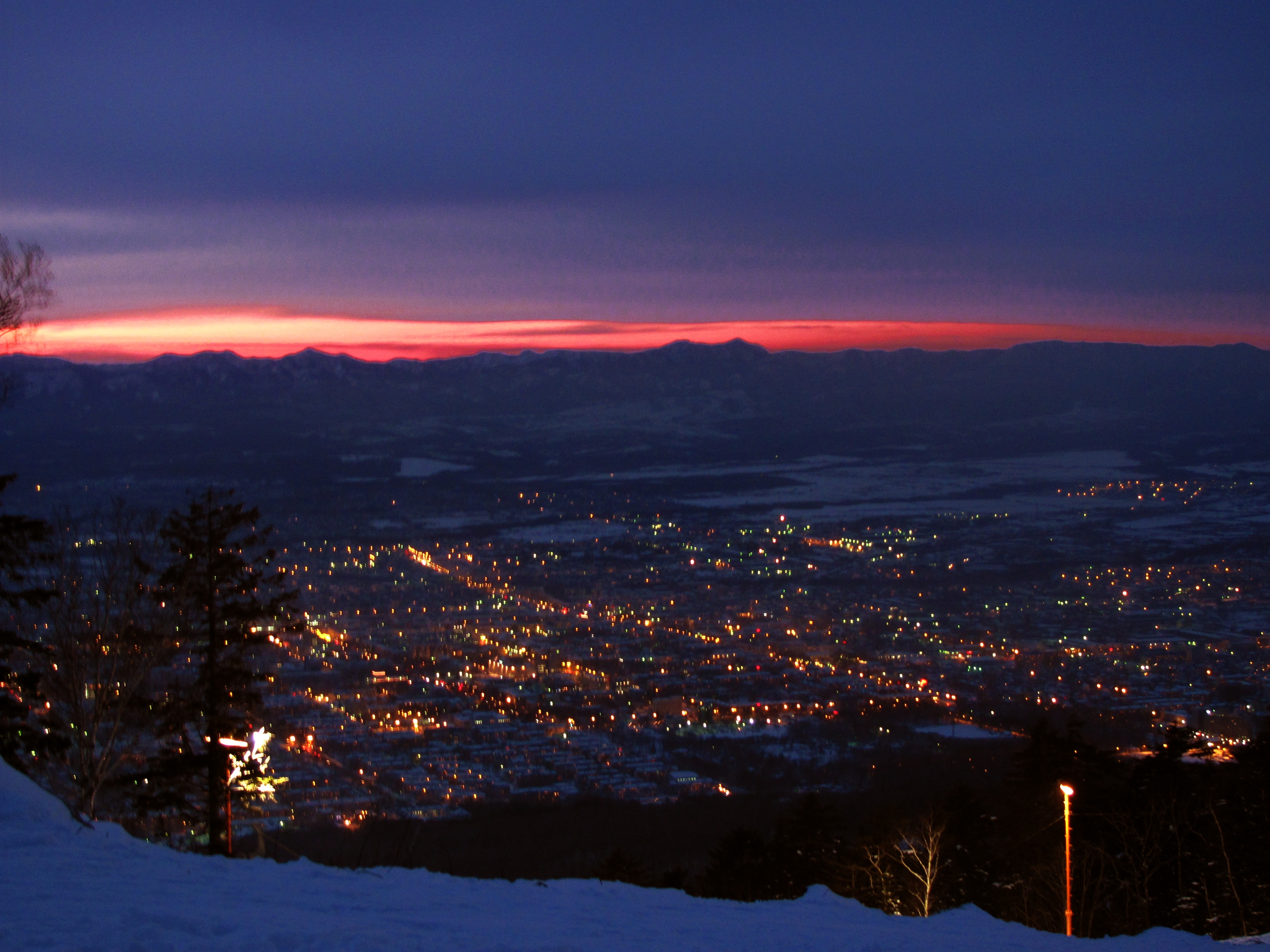
Veduta della città in inverno.

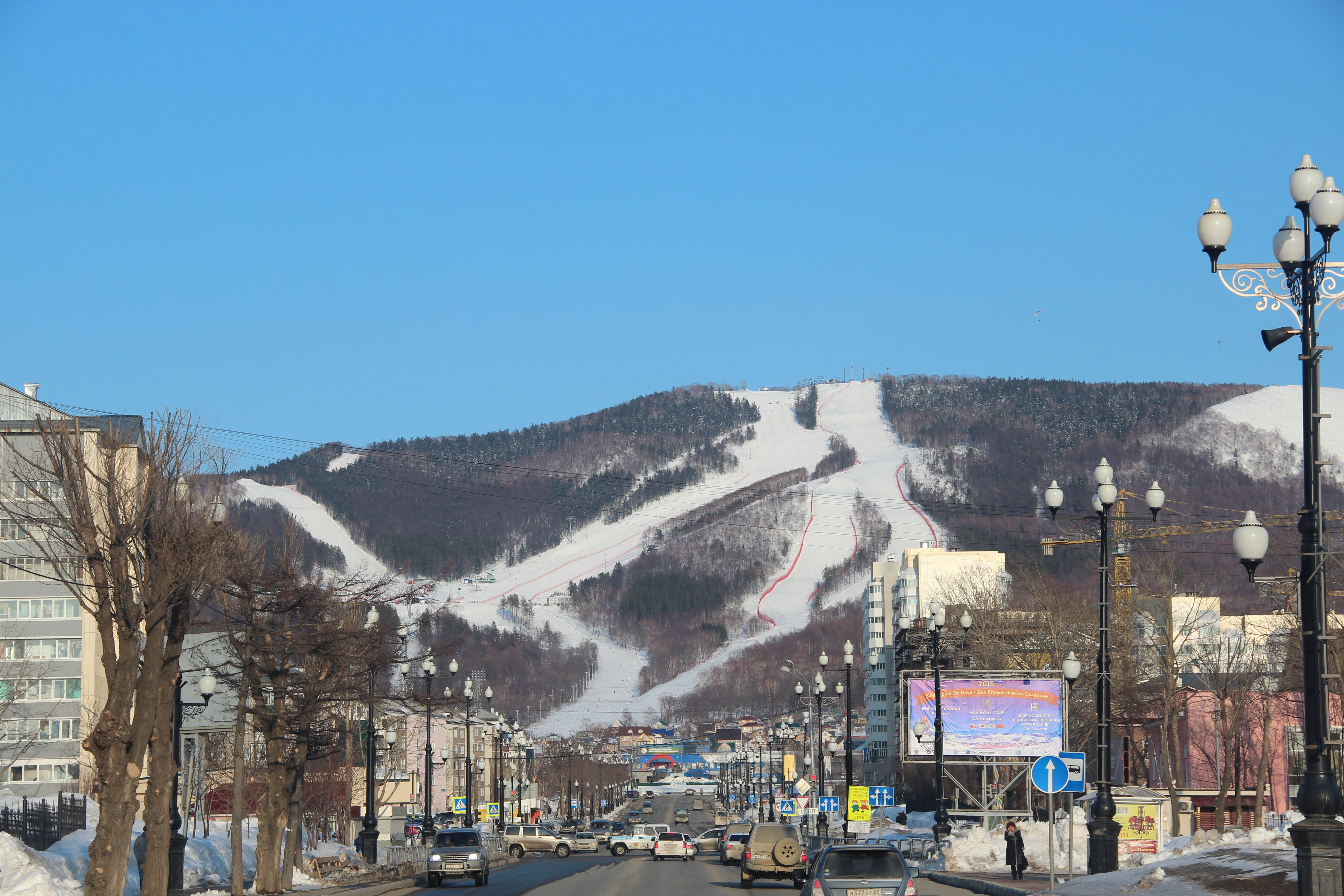
Veduta del complesso sciistico della città.

Južno-Sachalinsk (in russo Ю́жно-Сахали́нск?, traslitterata anche come Yuzhno-Sakhalinsk; in giapponese 豊原 ?, Toyohara; in coreano 유즈노사할린스크?, YujeunosahallinseukeuLR, Yujŭnosahallinsŭk'ŭMR) è una città della Russia, situata nell'Estremo Oriente russo, nell'oblast' di Sachalin (di cui è capoluogo) sull'isola omonima.

## Storia
Fu fondata dai russi nel 1882 come insediamento di detenuti con il nome di Vladimirovka, in onore di un certo "Vladimir", direttore locale dei lavori forzati. In seguito alla guerra russo-giapponese del 1905 fu annessa al Giappone con il nome di Toyohara (豊原市?).
Dopo il ritorno della parte meridionale di Sachalin all'URSS a seguito della seconda guerra mondiale nel 1945, con decreto del Presidium del Soviet supremo dell'URSS del 4 giugno 1946, fu ribattezzata Južno-Sachalinsk.
La struttura amministrativa e la divisione territoriale di Južno-Sachalinsk cambiarono a seconda delle condizioni storiche. L'insediamento di Sachalin da parte di popolazioni russe fu dovuto principalmente agli esiliati e al loro sistema di amministrazione, in quanto il governo zarista non riusciva a organizzare una libera colonizzazione dell'isola così remota.
L'invio degli esiliati ebbe inizio nel 1858 ma solo 11 anni dopo Sachalin fu ufficialmente dichiarata come luogo dell'esilio e di detenzione penale. Secondo il decreto del governatore militare della regione di Primorskij, il maggiore V. N. Jancevič fu nominato responsabile dell’amministrazione degli esiliati della parte meridionale di Sachalin e contemporaneamente capo del distretto di Korsakov nel maggio 1881; tra le istruzioni che egli ricevette ci fu anche la seguente nota:
“ai detenuti che hanno terminato la loro detenzione, dovrebbe essere concesso un posto sufficientemente adatto alla lavorazione del terreno…così come tutte le misure di assistenza legale che possano facilitare ai futuri coloni l'acquisizione di una casa, del bestiame, degli aratri, della pesca e di altre industrie…. Il luogo prescelto, dovrebbe ubicarsi se possibile lungo la strada principale da sud a nord, ed essere lottizzato in sezioni e assegnato un toponimo permanente”.
Il 15 settembre 1883, Jancevič presentò una petizione per l'approvazione dei nomi dei quattro villaggi appena costruiti nel sud di Sachalin: il primo Solov'ëvskij, il secondo Micul'skij, il terzo Vladimir e il quarto Vlasovskij. Nel 1885 57 persone vivevano a Vladimirovka. Dieci anni dopo, il numero di abitanti aumentò a 130; tra loro c'erano 2 esiliati, 43 coloni in esilio, 38 contadini ex esiliati e 47 bambini.

## Società

### Evoluzione demografica
Fonte: mojgorod.ru
| 1939    | 1959    | 1967    | 1970    |
| ------- | ------- | ------- | ------- |
| 35 400  | 85 500  | 92 000  | 106 000 |
| 1979    | 1989    | 2002    | 2019    |
| 139 900 | 159 300 | 175 085 | 200 854 |

## Geografia fisica

### Clima
A dispetto della latitudine relativamente bassa, la città di Južno-Sachalinsk ha un clima di tipo temperato freddo, con lunghi periodi di gelo ogni anno e brevi estati con temperature moderate. Contrariamente alle città siberiane, la città ha un clima abbastanza umido in tutte le stagioni.
Dati climatici:
- Temperatura media annua: 2,1 °C

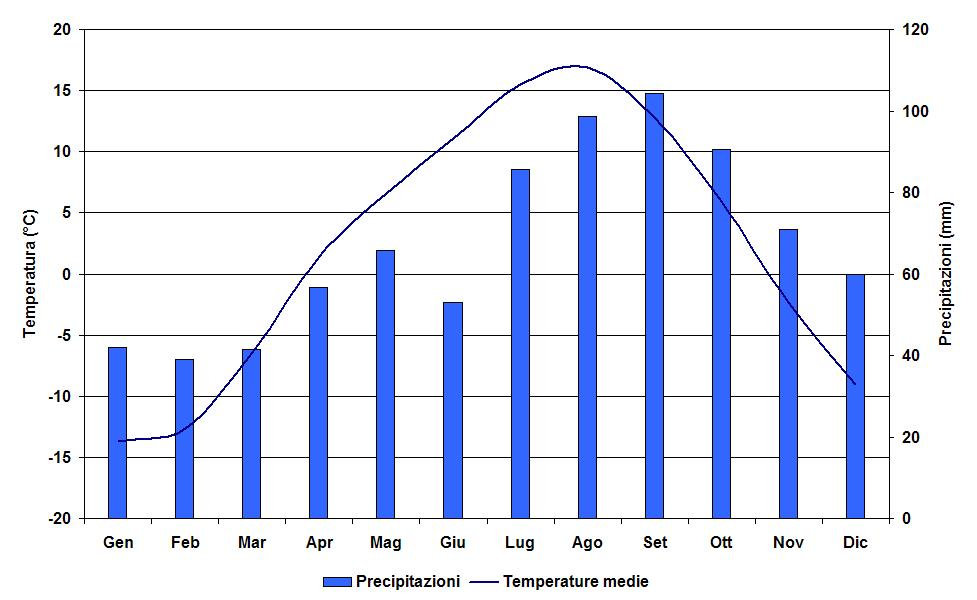
Climogramma della città.

- Temperatura media del mese più freddo (gennaio): −13,7 °C
- Temperatura media del mese più caldo (agosto): 16,9 °C
- Precipitazioni medie annue: 810 mm

| Južno-Sachalinsk (1991-2020) Fonte: | Mesi         | Mesi         | Mesi         | Mesi         | Mesi        | Mesi        | Mesi        | Mesi        | Mesi        | Mesi         | Mesi         | Mesi         | Stagioni | Stagioni | Stagioni | Stagioni | Anno  |
| Južno-Sachalinsk (1991-2020) Fonte: | Gen          | Feb          | Mar          | Apr          | Mag         | Giu         | Lug         | Ago         | Set         | Ott          | Nov          | Dic          | Inv      | Pri      | Est      | Aut      | Anno  |
| ----------------------------------- | ------------ | ------------ | ------------ | ------------ | ----------- | ----------- | ----------- | ----------- | ----------- | ------------ | ------------ | ------------ | -------- | -------- | -------- | -------- | ----- |
| T. max. media (°C)                  | −6,0         | −4,8         | 0,2          | 6,9          | 13,8        | 17,7        | 21,0        | 22,3        | 19,4        | 12,5         | 3,5          | −3,5         | −4,8     | 7,0      | 20,3     | 11,8     | 8,6   |
| T. media (°C)                       | −11,5        | −11,2        | −5,2         | 1,7          | 7,5         | 11,9        | 15,9        | 17,3        | 13,5        | 6,7          | −1,2         | −8,5         | −10,4    | 1,3      | 15,0     | 6,3      | 3,1   |
| T. min. media (°C)                  | −16,6        | −17,2        | −10,4        | −2,6         | 2,7         | 7,7         | 12,3        | 13,5        | 8,7         | 1,8          | −5,2         | −13,2        | −15,7    | −3,4     | 11,2     | 1,8      | −1,5  |
| T. max. assoluta (°C)               | 4,3 (2010)   | 7,1 (2016)   | 13,0 (2021)  | 22,9 (2009)  | 29,6 (2016) | 30,8 (2010) | 34,4 (1955) | 34,7 (1999) | 29,0 (1994) | 23,5 (1948)  | 18,1 (1990)  | 8,4 (1958)   | 8,4      | 29,6     | 34,7     | 29,0     | 34,7  |
| T. min. assoluta (°C)               | −36,2 (1961) | −34,8 (2001) | −30,5 (1970) | −25,2 (2012) | −6,2 (1989) | −2,1 (1954) | 1,3 (1947)  | 3,6 (1976)  | −4,2 (2001) | −11,8 (1950) | −25,7 (1971) | −33,5 (1952) | −36,2    | −30,5    | −2,1     | −25,7    | −36,2 |
| Nuvolosità (okta al giorno)         | 6,1          | 5,8          | 6,6          | 7,1          | 7,6         | 7,8         | 8,4         | 8,0         | 6,7         | 6,4          | 6,9          | 5,6          | 5,8      | 7,1      | 8,1      | 6,7      | 6,9   |
| Precipitazioni (mm)                 | 56           | 38           | 52           | 57           | 66          | 64          | 92          | 107         | 102         | 102          | 75           | 71           | 165      | 175      | 263      | 279      | 882   |
| Giorni di pioggia                   | 0,3          | 0,4          | 2,0          | 10,0         | 17,0        | 17,0        | 20,0        | 19,0        | 19,0        | 19,0         | 9,0          | 2,0          | 2,7      | 29,0     | 56,0     | 47,0     | 134,7 |
| Giorni di neve                      | 25           | 24           | 24           | 13           | 3           | 0,1         | 0,0         | 0,0         | 0,0         | 4,0          | 20,0         | 27,0         | 76,0     | 40,0     | 0,1      | 24,0     | 140,1 |
| Giorni di nebbia                    | 3            | 3            | 3            | 4            | 6           | 8           | 8           | 8           | 10          | 5            | 2            | 2            | 8        | 13       | 24       | 17       | 62    |
| Umidità relativa media (%)          | 83           | 81           | 78           | 76           | 77          | 83          | 86          | 87          | 83          | 80           | 81           | 83           | 82,3     | 77       | 85,3     | 81,3     | 81,5  |
| Vento (direzione-m/s)               | N 2,6        | N 2,5        | N 2,7        | N 2,9        | N 3,2       | S 2,8       | S 2,5       | S 2,3       | N 2,1       | N 2,3        | N 2,2        | N 2,2        | 2,4      | 2,9      | 2,5      | 2,2      | 2,5   |

## Economia
Dal punto di vista economico, la città si basa sullo sfruttamento delle consistenti riserve di gas naturale.
Grazie ad ingenti investimenti di compagnie petrolifere come ExxonMobil e Shell, Južno-Sachalinsk ha registrato una crescita economica sostanziale. Sebbene queste risorse naturali siano site principalmente nella parte settentrionale dell'isola, entrambe le società mantengono quartier generale ed i complessi residenziali nel capoluogo. La richiesta maggiore delle risorse naturali è soprattutto da parte di Giappone, Cina e Corea del Sud.

## Popolazione
La città, con quasi 200 000 abitanti, è di gran lunga il maggiore centro urbano dell'isola di Sachalin e accentra quasi un terzo della sua popolazione complessiva. La maggior parte dei residenti è di etnia russa; mentre la restante parte è formata principalmente dalla minoranza dei coreani di Sachalin (8,3%).